# インターアクションホースマンスクール
インターアクションホースマンスクールとは、株式会社ナリタファームが運営する競走馬の牧場ナリタファームに併設された、騎手、厩務員などの馬に関する仕事を目指すための教育施設である。

## 概要
2010年、千葉県成田市（旧：吉田牧場）に設立。
2年課程、1年課程、高校課程の3つの課程からなり、全寮制で競馬学校騎手課程の受験対策、競馬および馬に関する仕事に就くための訓練、勉強を行う。高校課程は学校法人早稲田学園わせがく高等学校と提携しており、スクールの卒業と同時に高等学校卒業資格を取得することができる（デュアルシステム）。

## 主な講師
- 金原学（元NAR騎手。競走馬担当講師）
- 田中勝春（JRA騎手。特別講師）
- 田中博康（元JRA騎手、JRA調教師。特別講師）

## 主な出身者
- 川又賢治（JRA騎手）
- 小林勝太（JRA騎手）
- 中島良美（浦和競馬騎手）
- 菅原涼太（大井競馬騎手）